# Eremophila brevifolia
Eremophila brevifolia là một loài thực vật có hoa trong họ Huyền sâm. Loài này được (A.DC.) F.Muell. mô tả khoa học đầu tiên năm 1859.